# Mymar cincinnati
Mymar cincinnati är en stekelart som beskrevs av Girault 1917. Mymar cincinnati ingår i släktet Mymar och familjen dvärgsteklar. Inga underarter finns listade i Catalogue of Life.